# Women in Red
Women in Red (Mulheres em vermelho em português), também conhecido pelo acrônimo WiR, é um projeto para combater o problema de viés de gênero na Wikipédia, criando verbetes sobre mulheres notáveis que ainda não possuem um artigo escrito na Wikipédia. A ausência de um artigo na Wikipédia pode ser notada pela hiperligação vermelha.

## História
O projeto foi concebido na Wikipédia em inglês pelos editores Roger Bamkin e Rosie Stephenson-Goodknight em 2015. Inicialmente, o nome concebido ao projeto era "Project XX", mas o nome foi alterado para Women in Red.
Em 2016, Stephenson-Goodnight e Emily Temple-Wood foram premiadas por Jimmy Wales pelo prêmio Wikimedista do Ano durante o evento Wikimania de 2016. Temple-Wood criou e melhorou cerca de 400 artigos na Wikipédia, especialmente sobre mulheres cientistas, LGBT e saúde das mulheres. Rosie melhorou mais de 3.000 artigos, e co-criou vários grupos para aumentar o número de editoras mulheres e artigos sobre mulheres, como o WikiProject:Women, WikiProject Women in Red, e um grupo de usuárias.

## Objetivos
O projeto tenta diminuir o viés de gênero na Wikipédia, promovendo a criação de novos artigos sobre mulheres e recrutar novas editoras mulheres. Dados da Wikimedia Foundation dizem que apenas 17% das biografias são sobre mulheres, e que entre 8,5% e 16% dos editores da Wikipédia são do sexo feminino.
Uma das atividades promovidas pelo projeto são editatonas. Uma editatona ocorre em um meio virtual ou real, ensinando e incentivando a criação de artigos novos, além da melhoria de artigos já existentes.  Algumas dessas editatonas ocorrem em parceria com instituições, como a BBC e sua série 100 Mulheres, que promoveu a criação de 100 biografias sobre mulheres não existentes na Wikipédia.